# Karczma „Rzym”

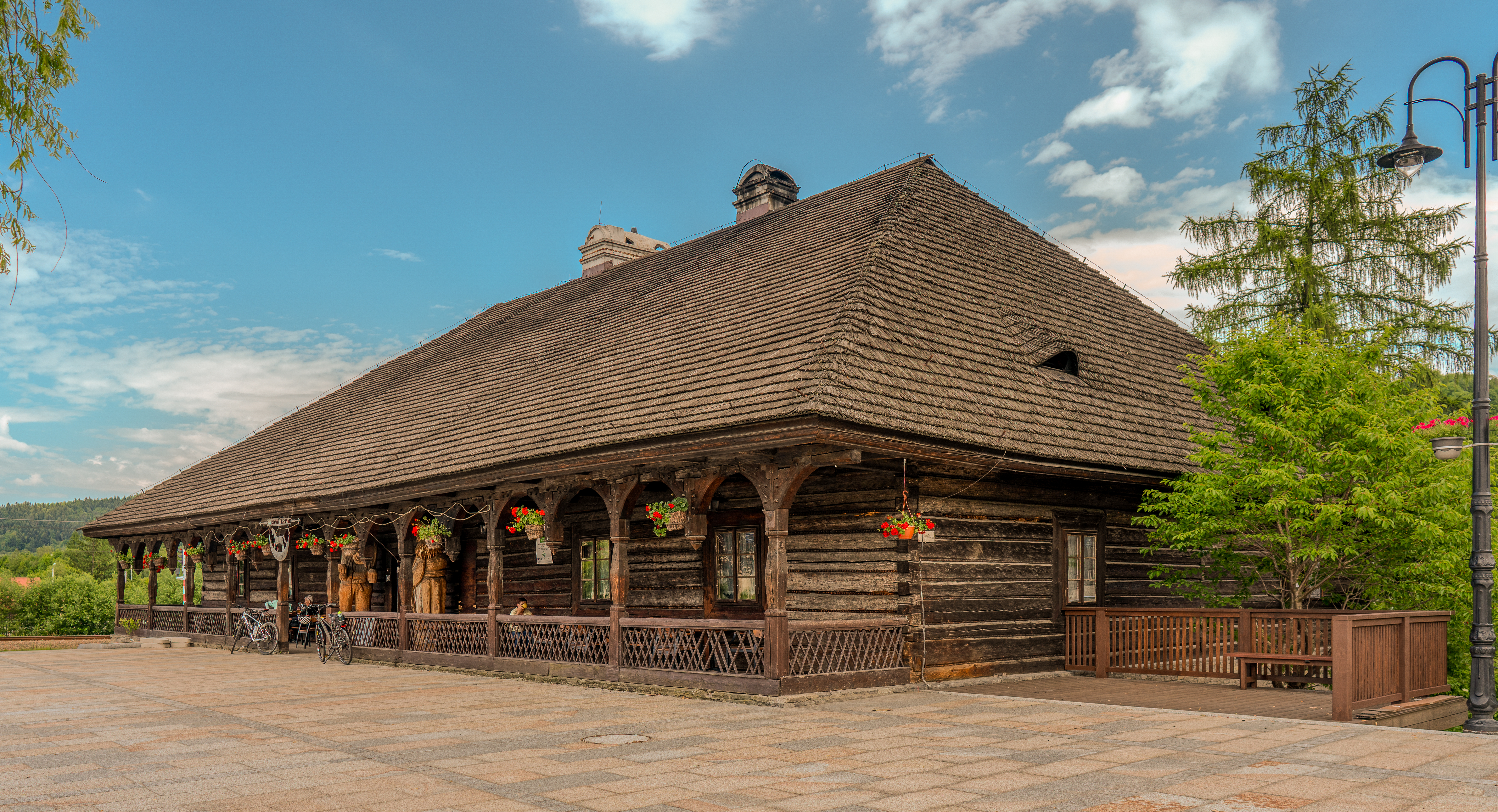
Karczma „Rzym”

Karczma „Rzym” – drewniana karczma z początku XVIII wieku, położona przy rynku w Suchej Beskidzkiej. Karczma znajduje się na szlaku architektury drewnianej województwa małopolskiego.
Karczma powstała przy skrzyżowaniu dróg, gdzie po uzyskaniu przywileju do organizowania targów, odbywały się targi i jarmarki. Dopiero później miejsce to przyjęło charakter rynku miejskiego. Karczma zamyka jego wschodnią część. Jest to parterowy budynek o konstrukcji zrębowej, częściowo na kamiennym podmurowaniu. Karczma pokryta jest czterospadowym, gontowym dachem z kalenicą. Zbudowana jest na planie prostokąta o wymiarach 27 × 19,3 m. W osi budynku znajduje się sień (dawniej przejazdowa, prowadząca do stanu mieszczącego wozownię dla podróżnych), po bokach której znajdują się pomieszczenia karczemne. Wewnątrz stropy belkowane. Z przodu budowli znajdują się podcienia, ogrodzone drewnianą ażurową balustradą. Zajmuje 510 m² zabudowanej powierzchni. W czasie II wojny światowej elewacja frontowa i boki karczmy zostały otynkowane, tył pobielony, a jej dach pokryty papą.
Pod koniec lat 60. XX wieku przeprowadzono remont budynku, przywracając mu dawny wygląd. Karczmie nadano wówczas obecną nazwę, nawiązującą do legendy o Panu Twardowskim, który w karczmie „Rzym” miał spotkać się z Mefistofelesem.